# Cecidomyia urnicola
Cecidomyia urnicola är en tvåvingeart som först beskrevs av Osten Sacken 1875.  Cecidomyia urnicola ingår i släktet Cecidomyia och familjen gallmyggor.
Artens utbredningsområde är New York. Inga underarter finns listade i Catalogue of Life.